# 88号州际公路 (纽约州)
88號州際公路（英語：Interstate 88，簡稱I-88），又稱或，是美國州際公路系統的一部份，全路段位於紐約州內。西南始於賓漢頓（與81號州際公路相連），東北止於斯克內克塔迪（與90號州際公路相連），全長189.5公里。與7號紐約州州道平行。
1968年12月13日被納入系統中，1989年完工。
目前由紐約州運輸部負責維護。